# Vellimalai
Vellimalai é uma panchayat (vila) no distrito de Kanniyakumari, no estado indiano de Tamil Nadu.

## Demografia
Segundo o censo de 2001, Vellimalai tinha uma população de 11,758 habitantes. Os indivíduos do sexo masculino constituem 50% da população e os do sexo feminino 50%. Vellimalai tem uma taxa de literacia de 79%, superior à média nacional de 59.5%: a literacia no sexo masculino é de 82% e no sexo feminino é de 76%. Em Vellimalai, 10% da população está abaixo dos 6 anos de idade.